# Recursos hídricos
Recursos hídricos são as águas superficiais ou subterrâneas disponíveis para qualquer tipo de uso de região ou bacias .
Os recursos hídricos podem ser vistos de varias formas, temos que sempre observar se há uma relação com a agropecuária.
As águas subterrâneas são os principais reservatórios de água doce disponíveis para os seres humanos (aproximadamente 60% da população mundial tem como principal fonte de água os lençóis freáticos ou subterrâneos).
À partida, sendo a água um recurso renovável estaria sempre disponível para o homem utilizar. No entanto, como o consumo tem excedido a renovação da mesma, atualmente verifica-se um stress hídrico, ou seja, falta de água doce principalmente junto aos grandes centros urbanos e também a diminuição da qualidade da água, sobretudo devido à poluição hídrica por esgotos domésticos e industriais. 
No âmbito do desenvolvimento sustentável, o manejo sustentável dos recursos hídricos compreende as ações que visam garantir os padrões de qualidade e quantidade da água dentro da sua unidade de conservação, a bacia hidrográfica.
É atualmente aceito o conceito de gestão integrada dos recursos hídricos como paradigma de gestão da água. Quase todos os países já adotaram uma "legislação das águas" dentro da disciplina de Direito Ambiental. No Brasil é a Lei 9.433/97 também denominada Lei das Águas.
Procurar este conceito e dar relevância à necessidade de integrar a gestão da água em função dos seus diferentes tipos de uso: (irrigação, abastecimento, energia hidráulica, controle de enchentes, piscicultura, lazer e outros) das diferentes dimensões de conhecimento que estão envolvidas, dos diferentes tipos de instituições. Pressupõe a valorização da água em função da sua natureza renovável e fluida.
As ações a desenvolver no âmbito da gestão das águas podem ser de diferentes tipos:
- Preventivas ou corretivas;
- Pontuais ou distribuídas;
- Educativas e legislativas.

O estudo da água na natureza, nas suas diversas formas, é objeto da ciência da Hidrologia. 
Estas matérias e outras correlatas são normalmente estudadas nos cursos de Engenharia hídrica/hidráulica e Engenharia sanitária/ambiental.
A água pura (H2O) é um líquido formado por moléculas de hidrogênio e oxigênio. Na natureza, ela é composta por gases como oxigênio, dióxido de carbono e nitrogênio, dissolvidos entre as moléculas de água. Também fazem parte desta solução líquida sais, como nitratos, cloretos e carbonatos; elementos sólidos, poeira e areia podem ser carregados em suspensão. Outras substâncias químicas dão cor e gosto à água. Íons podem causar uma reação quimicamente alcalina ou ácida. As temperaturas apresentam variação de acordo com a profundidade e com o local onde a água é encontrada, constituindo-se em fatores que influenciam no comportamento químico.
Subentende-se água como sendo um elemento da natureza, recurso renovável, encontrado em três estados físicos: sólido (gelo), gasoso (vapor) e líquido. As águas utilizadas para consumo humano e para as atividades socioeconômicas são retiradas de rios, lagos, represas e aquíferos, também conhecidos como águas interiores